# Kuzniecow NK-86
Kuzniecow NK-86 – turbowentylatorowy, dwuprzepływowy silnik lotniczy produkcji radzieckiej o niskim stosunku dwuprzepływowości. Zaprojektowany oraz wytwarzany przez biuro konstrukcyjne  Kuzniecow. Silnik osiąga ciąg do 133 kN i napędza samolot Ił-86. Pierwsze testy rozpoczęły się w 1974, zaś do służby silnik wszedł w 1981.

## Samoloty
Samoloty, które napędzane są przez silniki NK-86: